# Cantone di Puget-Théniers
Il Cantone di Puget-Théniers era una divisione amministrativa dell'arrondissement di Nizza.
A seguito della riforma approvata con decreto del 24 febbraio 2014, che ha avuto attuazione dopo le elezioni dipartimentali del 2015, è stato soppresso.

## Composizione
Comprendeva 9 comuni:
- Ascros
- Auvare
- La Croix-sur-Roudoule
- La Penne
- Puget-Rostang
- Puget-Théniers
- Rigaud
- Saint-Léger
- Saint-Antonin